# Pierre Gibaud
Pour les articles homonymes, voir Gibaud.
Pierre Gibaud, né le 22 avril 1988 à Laval (Mayenne), est un footballeur français qui évolue au poste de défenseur central ou de latéral droit.

## Biographie

### Formation au Stade lavallois
Il commence en débutants à Laval en 1994 et gravit tous les échelons au club, d'abord au poste de milieu de terrain. En avril 2003 il participe avec la sélection de la Ligue du Maine à la Coupe nationale des 14 ans à Vichy. Déjà présélectionné en équipe de France des mois de 16 ans en 2003, il participe à un stage avec l'équipe de France des moins de 18 ans en février 2006, au CTNFS de Clairefontaine, aux côtés d'Anthony Modeste et Étienne Capoue. Défenseur central depuis l'âge de 12 ans, il est replacé latéral droit à ses débuts en pro. Il commence sa carrière professionnelle au Stade lavallois à tout juste 18 ans, en Ligue 2 en mars 2006, devenant le plus jeune joueur de Ligue 2 à cette période. Il est alors sous contrat aspirant depuis 2003. Son club est relégué quelques semaines plus tard, il intègre alors le groupe pro et évolue très régulièrement comme titulaire la saison suivante en National. En 2008, il arrive à la fin de son contrat de stagiaire pro. Le club ayant perdu son statut pro, il décide de quitter Laval dont il refuse la proposition, jugeant en outre son temps de jeu insuffisant.

### Débuts en Ligue 1
Ses parents habitant Le Mans, il envoie logiquement un CV au Mans UC 72. Après un essai concluant, il y signe un contrat amateur. Au Mans, Pierre Gibaud fait d'abord partie du groupe CFA. Il y est titulaire indiscutable deux saisons durant, sous les ordres de Denis Zanko, son formateur à Laval. En septembre 2009, il signe son premier contrat pro, d'une durée de trois ans. Il découvre la Ligue 1 en 2009/2010, entrant en jeu face aux Girondins de Bordeaux le 14 avril 2010 avant de disputer deux années en Ligue 2.

### Passage au niveau amateur
En 2012, celui qui peut évoluer sur le côté droit de la défense ou dans l'axe s’engage avec le Red Star. Il réalise une saison pleine (30 matchs et 3 buts) en National et rallie le FC Rouen l’été suivant. Le club normand ayant déposé le bilan, il est libéré et s’engage avec l’USJA Carquefou avec lequel il évolue à 22 reprises en National lors de la saison 2013/2014. Les entraîneurs de National l'élisent dans l'équipe type de la saison.

### Confirmation en Ligue 2
Il s'engage le 20 juin 2014 pour deux saisons avec le FC Sochaux, relégué de Ligue 1 en Ligue 2 fin mai 2014 et qui vise la remontée immédiate.
Le FC Sochaux ayant annoncé avoir trouvé un accord à l'amiable pour résilier son contrat, Pierre Gibaud s'engage avec le Grenoble Foot 38 le 10 août 2018.

## Statistiques
| Saison                | Club                   | Championnat           | Championnat | Championnat | Coupe nationale | Coupe nationale | Coupe de la Ligue | Coupe de la Ligue | Total | Total |
| Saison                | Club                   | Division              | M.          | B.          | M.              | B.              | M.                | B.                | M.    | B.    |
| 2005-2006             | Stade lavallois        | Ligue 2               | 3           | 0           | -               | -               | -                 | -                 | 3     | 0     |
| 2006-2007             | Stade lavallois        | National              | 6           | 0           | 1               | 0               | -                 | -                 | 7     | 0     |
| 2007-2008             | Stade lavallois        | National              | 19          | 0           | 4               | 0               | 1                 | 0                 | 24    | 0     |
| 2008-2009             | Le Mans UC 72          | Ligue 1               | -           | -           | -               | -               | -                 | -                 | 0     | 0     |
| 2009-2010             | Le Mans UC 72          | Ligue 1               | 1           | 0           | -               | -               | -                 | -                 | 1     | 0     |
| 2010-2011             | Le Mans FC             | Ligue 2               | 4           | 0           | 1               | 0               | -                 | -                 | 5     | 0     |
| 2011-2012             | Le Mans FC             | Ligue 2               | 11          | 0           | 1               | 0               | 2                 | 0                 | 14    | 0     |
| 2012-2013             | Red Star FC            | National              | 30          | 3           | 1               | 0               | -                 | -                 | 31    | 3     |
| 2013-2014             | USJA Carquefou         | National              | 22          | 2           | 3               | 0               | -                 | -                 | 25    | 2     |
| 2014-2015             | FC Sochaux-Montbéliard | Ligue 2               | 31          | 1           | 2               | 0               | -                 | -                 | 33    | 1     |
| 2015-2016             | FC Sochaux-Montbéliard | Ligue 2               | 35          | 0           | 6               | 0               | 2                 | 0                 | 43    | 0     |
| 2016-2017             | FC Sochaux-Montbéliard | Ligue 2               | 27          | 0           | 1               | 0               | 4                 | 0                 | 32    | 0     |
| 2017-2018             | FC Sochaux-Montbéliard | Ligue 2               | 3           | 0           | -               | -               | 1                 | 0                 | 4     | 0     |
| Total sur la carrière | Total sur la carrière  | Total sur la carrière | 192         | 6           | 20              | 0               | 10                | 0                 | 222   | 6     |